# Vitinho (ur. 2001)
Vitinho, właśc. Vitor Samuel Ferreira Arantes (ur. 23 kwietnia 2001 w Acreúnie) – brazylijski piłkarz występujący na pozycji skrzydłowego lub cofniętego napastnika, od 2022 roku zawodnik meksykańskiego Atlético San Luis.